# Бавари
Бавари — германське плем'я. Вперше згадується в незбереженій «Історії готів» Флавія Кассіодора і в творі «Про походження і діяння гетів» остготського історика Йордана. Ймовірно походять від маркоманів, які змішалися з залишками інших германських племен. Маркомани деякий час заселяли територію на якій до них жило кельтське плем'я боїв, — Богемію. Одна з версій саме звідси виводить назву баварів. Жили вони на території сучасних Верхньої Австрії, Зальцбурга, Верхньої і Нижньої Баварії, частково Тироля та деяких інших земель. Головним джерелом відомостей про баварів VII—VIII століття це «Баварська правда». З VI століття існувало племінне герцогство.